# Nason, Illinois
Nason là một thành phố thuộc quận Jefferson, tiểu bang Illinois, Hoa Kỳ. Năm 2010, dân số của thành phố này là 236 người.

## Dân số
Dân số qua các năm:
- Năm 2000: 234 người.
- Năm 2010: 236 người.